# Spółdzielcza Mleczarnia Spomlek

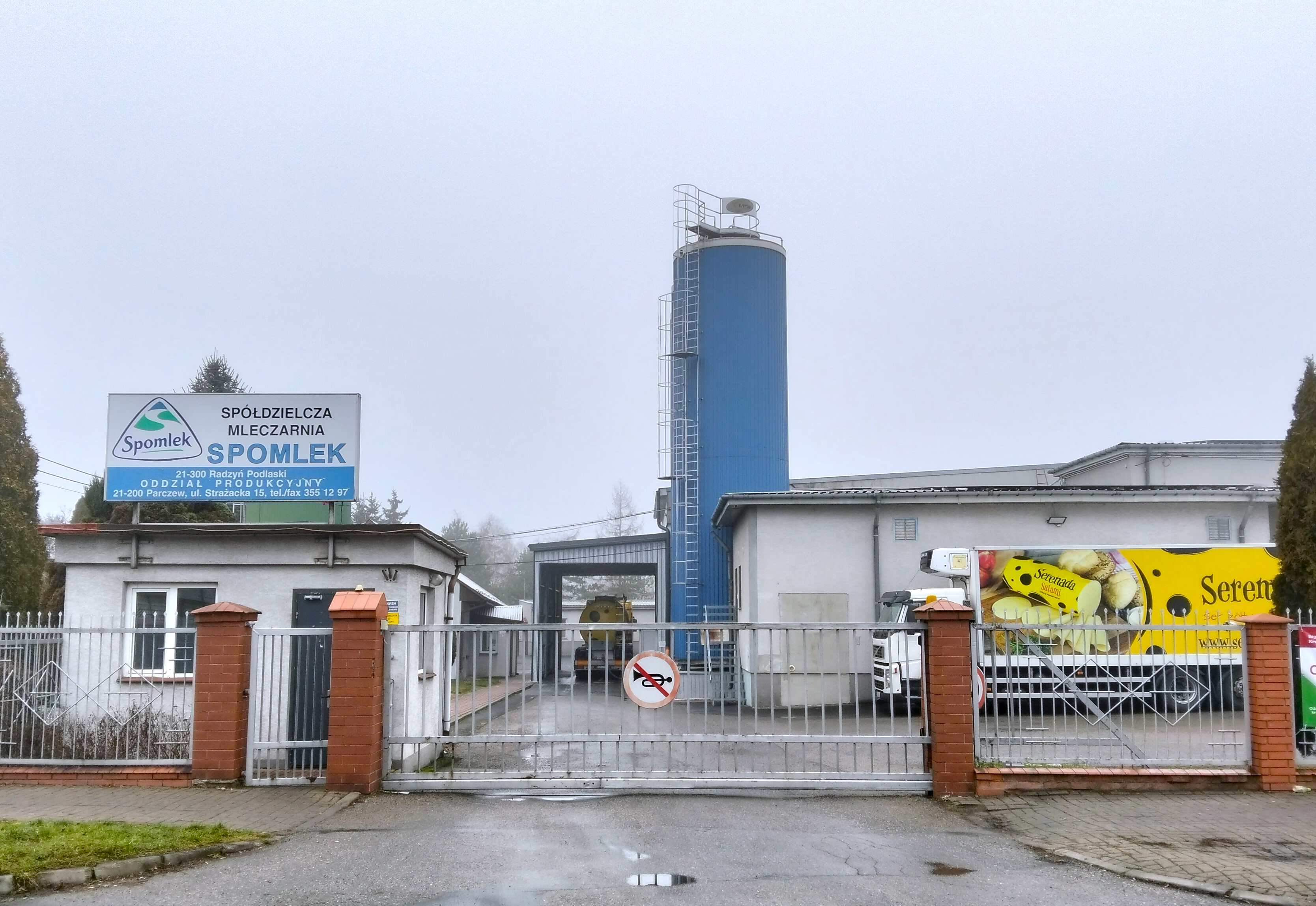
Oddział produkcyjny w Parczewie

Spółdzielcza Mleczarnia Spomlek – polska spółdzielnia mleczarska, w której skład wchodzą zakłady w Radzyniu Podlaskim, Parczewie, Młynarach, Chojnicach oraz Bychawie.  Spółdzielnia jest jednym z największych w Polsce producentów serów dojrzewających – liderem w kategorii serów szlachetnych.

## Historia spółdzielni
Spółdzielcza Mleczarnia „Spomlek” została utworzona w 1909 roku jako Włościańska (chłopska) spółka mleczarska w Woli Skromowskiej. Pierwszy zakład mleczarski w Radzyniu Podlaskim należący do spółdzielni założono w latach 30. XX wieku. Mleczarnia „Spomlek” jako pierwsza w Polsce stworzyła ser z dziurami Radamer oraz ser długo dojrzewający Bursztyn. Swoją obecną nazwę (dawniej OSM w Radzyniu Podlaskim) spółdzielnia przyjęła 1 czerwca 1991 roku na obradach Walnego Zebrania Przedstawicieli. Spółdzielnia posiada centralę w Radzyniu Podlaskim oraz oddziały produkcyjne w Parczewie, Młynarach (dawniej ESM Elbląg przyłączona do SM „Spomlek” w 2010 roku), Chojnicach (dawniej OSM Chojnice przyłączona do SM „Spomlek” w 2014 roku) oraz Bychawie (dawnej OSM Bychawa przyłączona do SM "Spomlek" w 2024 r.).

## Produkty
- Sery żółte
  - Marka Old Poland
    - Bursztyn
    - Rubin
    - Grand Radamer
    - Grand Gouda

  - Marka Serenada
    - Radamer
    - Radamer wędzony
    - Edamski
    - Salami
    - Baby Salami
    - Babuni
    - Gouda Łagodna
    - Gouda wędzona

  - Stary Olęder
  - Kasztan
  - Pavarti
  - Hollender
  - Rolada Podlaska
  - Edam Królewiecki
- Desery i napoje fermentowane
  - Jogurt naturalny
  - Kefir naturalny
- Śmietana 12% i 18%
- Masło
  - Extra
  - Śmietankowe
- Produkty proszkowane
- Twarogi
  - Tłusty
  - Półtłusty

## Eksport
Prawie 1/4 wyprodukowanych przez SM Spomlek serów znajduje odbiorców poza granicami Polski.